# Reshmi Churi
Reshmi Churi è il decimo album in studio di Asha Bhosle del 1985, contenente tutti brani in bengalese. Essi sono tutti composti dal direttore musicale R. D. Burman.

## Tracce
1. Chaina Amar Reshmi Chudi – 4:54
2. Bhebechhi Bhule Jabo – 5:16
3. Tumi Kato Je Doorey – 6:12 – con R. D. Burman
4. Ajar Baijan Ajar Baijan – 5:58 – con R. D. Burman
5. Tumi Jabe Go – 6:27
6. Ke Je Amar Ghum Bhangiye Gelo – 4:13